# Nathan-Denkmal (Wolfenbüttel)

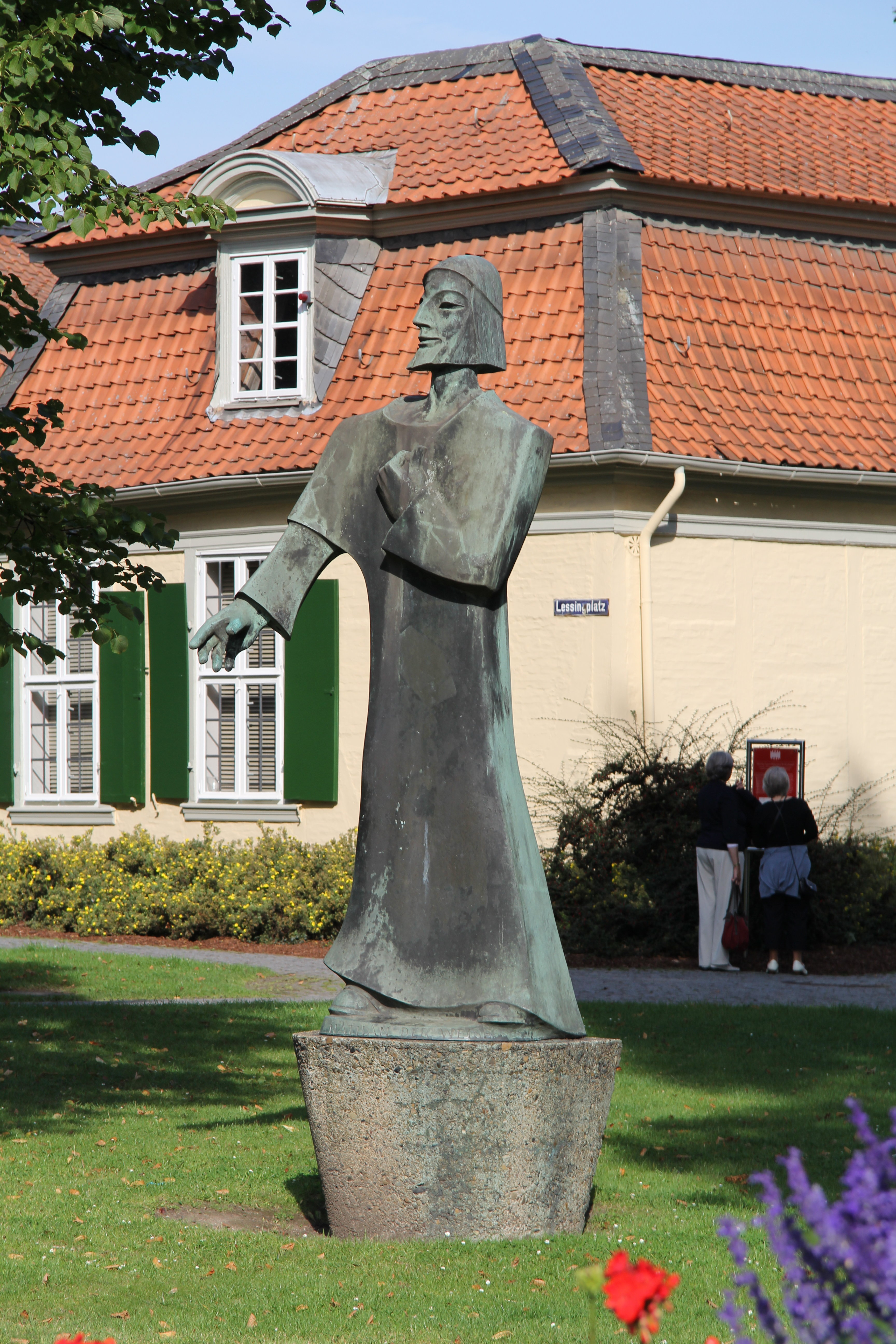
Denkmal Nathan der Weise vor dem Lessinghaus, Blick von Südosten

Das Nathan-Denkmal in Wolfenbüttel erinnert an das Leben und Wirken des Dramatikers und Aufklärers Gotthold Ephraim Lessing. Es wurde vom Bildhauer Erich Schmidtbochum im Jahre 1961 geschaffen und von der Stadt Wolfenbüttel in markanter Position zwischen dem Schloss Wolfenbüttel, dem Lessinghaus, der Herzog August Bibliothek und dem Zeughaus auf einer Rasenfläche aufgestellt. Das Denkmal besteht aus einer Bronzestatue der Titelfigur des letzten Theaterstücks Lessings, Nathan der Weise, das er nur wenige Meter vom heutigen Aufstellungsort der Statue entfernt verfasste.

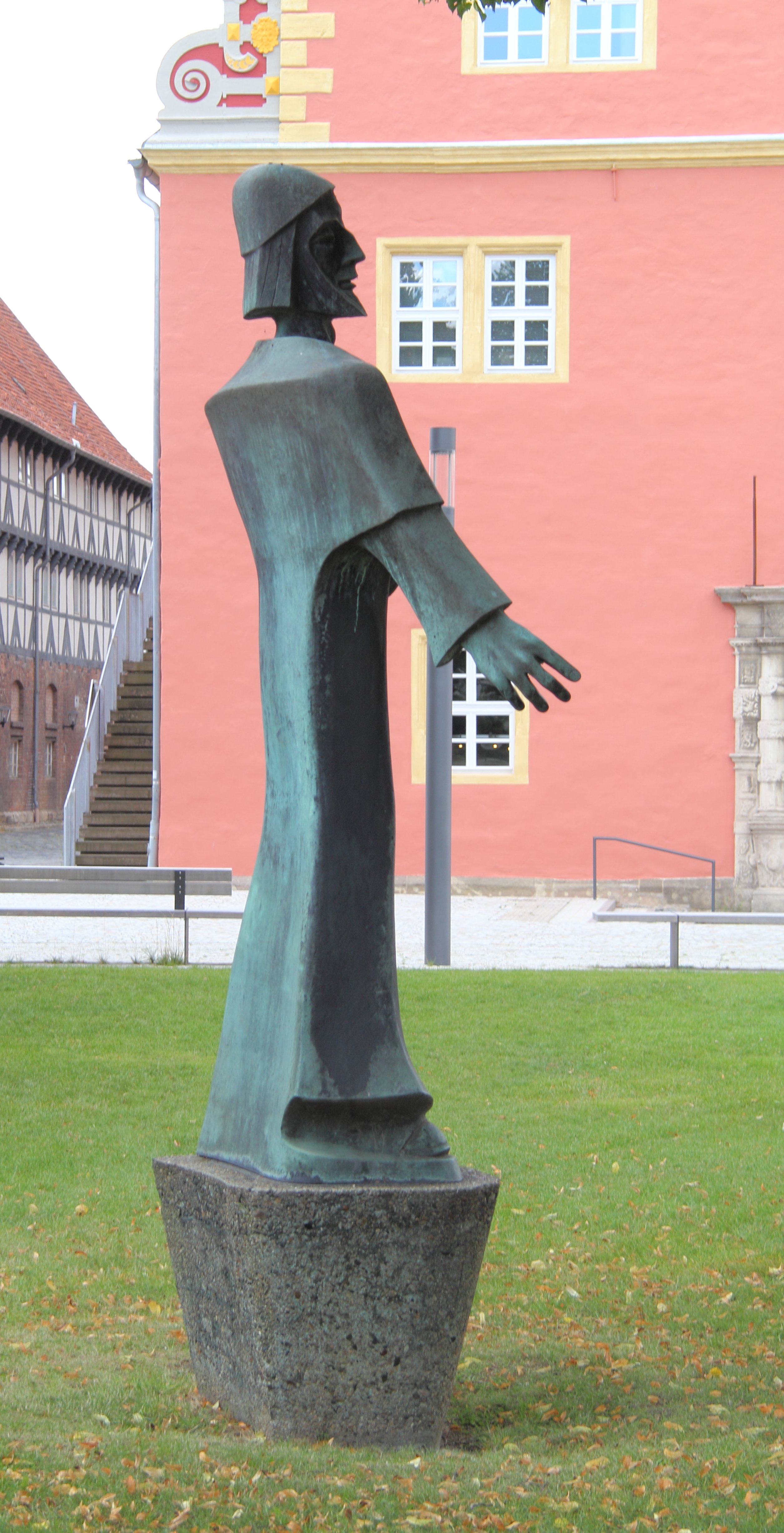
Blick von Westen, im Hintergrund das Zeughaus

## Standort
Die Statue steht im Zentrum der Aktivitäten Lessings in Wolfenbüttel. Auf der heutigen Rasenfläche stand zu Lebzeiten des Dichters das damalige, im Jahre 1887 abgerissene Gebäude der Herzog August Bibliothek, die sogenannte „Bibliotheksrotunde“. Hier war Lessing als Bibliothekar tätig. Seine verschiedenen Dienstwohnungen (im Erbprinzen-Appartement im Schloss und in den heute Meißnerhaus und Lessinghaus genannten Gebäuden) befinden sich in Sichtweite.

## Beschreibung
Das Denkmal ist in Bronze gegossen und stellt leicht überlebensgroß die Titelfigur des Theaterstücks Nathan der Weise dar. Als Modell diente der Schauspieler und berühmte Nathan-Darsteller Ernst Deutsch in seinem Bühnenkostüm. Die Figur mit Kinnbart steht aufrecht, die rechte Hand nach unten ausgestreckt, die linke zur Faust geballt gegen die Brust gedrückt. Die Figur trägt ein langes Gewand und auf dem Kopf eine Kappe. Ab etwa Brusthöhe abwärts ist die Figur hinten leicht abgeflacht, so dass sie nicht ganz vollplastisch ausgeführt ist. Die bronzene Bodenplatte zeigt die Inschrift „NATHAN DER WEISE“. Die Bronzeskulptur steht auf einem nach unten leicht konisch zulaufenden Betonsockel, der etwa einen halben Meter hoch ist.

## Lessing-Verehrung in Wolfenbüttel
Das Andenken an Lessing wird in Wolfenbüttel bis heute hoch gehalten. Die Stadt selbst nennt sich offiziell „Lessingstadt“. Das ehemalige Hofbeamtenhaus, das Lessing in seinen letzten Jahren bewohnte und wo er Nathan der Weise verfasste, gehört heute zur Herzog August Bibliothek. Es dient unter dem Namen Lessinghaus als Museum. Der freie Platz zwischen Bibliothek und Schloss heißt heute „Lessingplatz“ und die nach Norden führende Straße „Lessingstraße“. Das im Jahre 1909 eröffnete Stadttheater wurde 1929 in „Lessing-Theater“ umbenannt. Das erste Denkmal für Lessing (siehe Lessing-Denkmal (Wolfenbüttel)) wurde bereits 1796 zwischen Rotunde und Zeughaus, nicht weit vom heutigen Nathan-Denkmal aufgestellt, musste jedoch zum Schutz vor Vandalismus im Jahre 1806 in den Eingangsraum der Bibliothek verbracht werden, wo es heute noch steht.